# Gary Rhodes
Gary Rhodes (Camberwell, Londres, Inglaterra, 22 de abril de 1960-Dubái, Emiratos Unidos, 26 de noviembre de 2019) fue un restaurador y chef de televisión británico.
Conocido por su pasión por la cocina e ingredientes británicos y por su distintivo peinado con púas. Encabezó programas como MasterChef, MasterChef USA, Hell's Kitchen y su propia serie, Rhodes Around Britain.

## Primeros años
Fue hijo de Gordon y Jean Rhodes. Se mudó con su familia a Gillingham, Kent, donde fue a la Escuela Howard en Rainham. Luego pasó a la universidad de cáterin en Thanet, en donde conoció a su esposa Jennie.

## Carrera
Su primer trabajo fue en el Amsterdam Hilton Hotel. Luego realizó una gira por Europa en varios trabajos antes de convertirse en sous chef en el Reform Club, Pall Mall y luego en el Capital Hotel con estrellas Michelin en Knightsbridge, donde trabajó con Brian Turner. Se convirtió en el jefe de cocina del Castle Hotel, Taunton en Somerset.
En 1990 regresó a Londres con su familia para convertirse en jefe de cocina en el restaurante Greenhouse en Mayfair. El menú se sabía para revivir clásicos británicos, incluyendo haces de leña, pasteles de pescado, estofado de rabo de buey y pudding de pan con mantequilla. Fue galardonado con una estrella Michelin por el Invernadero en enero de 1996.
En 1997 abrió su primer restaurante, City Rhodes y en 1997 Rhodes in the Square, ambos con la empresa de cáterin global Sodexo. Esta asociación se expandió a las brasseries de Rhodes and Co en Mánchester, Edimburgo y Crawley.
En 2003 tras el cierre de los restaurantes City Rhodes y Rhodes en la Plaza el año anterior,  abrió Rhodes Twenty Four en uno de los edificios más altos de Londres, la Torre 42. Rhodes describió sus esperanzas para el restaurante en el lanzamiento: «Si nunca conseguimos una estrella Michelin aquí, estaré muy decepcionado, pero lo que realmente quiero son los clientes».
También fue colaborador de la revista BBC Good Food.
En 2011 se fue a vivir a Dubái. Abrió el restaurante Rhodes Mezzanine en el hotel Grosvenor House y otro llamado Rhodes Twenty10 en Le Royal Meridien Beach Resort. En 2013 abrió su primer restaurante en Abu Dabi. Rhodes era partidario del Manchester United FC.

## Muerte
Rhodes murió en Dubái, Emiratos Árabes Unidos, el 26 de noviembre de 2019, tenía 59 años. Más tarde, la familia de Rhodes confirmó que su muerte fue como resultado de un hematoma subdural, normalmente asociado con una lesión cerebral.